# María Dionisia de Vives y Zires
María Dionisia de Vives y Zires (La Coruña, 1823-Madrid, 1892) fue una noble española. Ostentó los títulos de duquesa de Pastrana y condesa de Cuba.

## Biografía
Hija de Francisco Dionisio Vives, habría nacido el 13 de agosto de 1823 en La Coruña. Segunda condesa de Cuba, casó primero con Juan Bessières y Portas, brigadier de los Reales Ejércitos. Tras enviudar, volvió a contraer matrimonio con Manuel de Toledo Lesparre Salm Salm y Silva, gracias a lo cual pasó a ostentar los títulos de duquesa de Pastrana, marquesa del Cenete y condesa de Villada. Fallecida en Madrid el 31 de marzo de 1892, en el hotel Washington, fue enterrada en el cementerio de las religiosas del Sagrado Corazón de Jesús, en Chamartín de la Rosa.